# 硝酸氟
硝酸氟是一种很不稳定含氧酸卤素衍生物，化学式为FNO
3。它对冲击敏感。由于它很不稳定，因此一般用硝酸氯来制备。它的分解方程式为：
{\displaystyle {\rm {\ FONO_{2}\rightarrow F+ONO_{2}}}}

## 制备
硝酸氟可以由氟气和硝酸或碱金属硝酸盐反应而成。

## 扩展阅读
- Greenwood, N. N.; Earnshaw, A.  2nd. Oxford:Butterworth-Heinemann. 1997. ISBN 0-7506-3365-4.